# Giải Cánh diều cho nữ diễn viên phụ xuất sắc phim truyện điện ảnh
Giải Cánh diều cho nữ diễn viên phụ xuất sắc phim truyện điện ảnh là hạng mục trong hệ thống Giải Cánh diều, giải thưởng điện ảnh hàng năm của Hội Điện ảnh Việt Nam.

## Danh sách theo năm

### 2005–2009
| Năm  | Diễn viên            | Tác phẩm          | Chú thích |
| ---- | -------------------- | ----------------- | --------- |
| 2005 | NSND Như Quỳnh       | Chuyện của Pao    | [ 1 ]     |
| 2006 | NSƯT Phạm Thanh Thủy | Sinh mệnh         | [ 2 ]     |
| 2007 | Phương Thanh         | Nụ hôn thần chết  | [ 3 ]     |
| 2008 | Kathy Uyên           | Chuyện tình xa xứ |           |
| 2009 | Linh Dung            | Chơi vơi          | [ 4 ]     |

### 2010s
| Năm  | Diễn viên      | Tác phẩm                           | Chú thích |
| ---- | -------------- | ---------------------------------- | --------- |
| 2010 | Cao Thùy Dương | Vũ điệu đam mê                     |           |
| 2011 | Tinna Tình     | Long Ruồi                          | [ 5 ]     |
| 2012 | Maya           | Scandal: Bí mật thảm đỏ            | [ 6 ]     |
| 2013 | Thùy Linh      | Và anh sẽ trở lại                  | [ 7 ]     |
| 2014 | NSND Kim Xuân  | Quả tim máu                        | [ 8 ]     |
| 2015 | Kim Hiền       | Mỹ nhân                            | [ 9 ]     |
| 2016 | Quỳnh Chi      | 12 chòm sao: Vẽ đường cho yêu chạy | [ 10 ]    |
| 2017 | Midu           | Mẹ chồng                           |           |
| 2018 | Thanh Trúc     | Chàng vợ của em                    | [ 11 ]    |
| 2019 | NSND Hồng Vân  | Gái già lắm chiêu 3                | [ 12 ]    |

### 2020s
| Năm  | Diễn viên     | Tác phẩm                | Chú thích |
| ---- | ------------- | ----------------------- | --------- |
| 2020 | Karen Nguyễn  | Người cần quên phải nhớ |           |
| 2021 | Phạm Bảo Hân  | Bình minh đỏ            | [ 13 ]    |
| 2023 | Hạnh Thúy     | Tro tàn rực rỡ          | [ 14 ]    |
| 2024 | NSND Hồng Vân | Hai Muối                |           |